# QWERTY

Rozmieszczenie klawiszy QWERTY

QWERTY – symboliczna nazwa układu liter do alfabetu łacińskiego na klawiaturze maszyny do pisania i komputera, zaczerpnięta od pierwszych sześciu liter w szeregu pod rzędem cyfr, patrząc od lewej.
W pierwszych maszynach do pisania stosowano alfabetyczne ustawienie klawiszy. Jednak przy szybkim pisaniu sąsiedztwo często używanych klawiszy powodowało wzajemne zakleszczanie się ramion z czcionkami. W 1878 r. opatentowano pierwszą maszynę do pisania z układem klawiszy QWERTY. Twórcą układu QWERTY był amerykański dziennikarz i wynalazca Christopher Latham Sholes.
Taki układ czcionek jest efektywniejszy niż alfabetyczny. Mimo że osobom niedoświadczonym trudno jest zapamiętać układ liter, stał się standardowym układem klawiatury we współczesnych urządzeniach. Nie jest to jednak układ gwarantujący najszybsze z możliwych tempo pisania. Istnieją inne sposoby rozmieszczenia klawiszy (np. klawiatura Dvoraka), których układ został zoptymalizowany pod względem szybkości wprowadzania znaków, a nie by uniknąć zakleszczania czcionek (które nie występuje np. w klawiaturach komputerowych). W takich klawiaturach znaki najczęściej występujące po sobie umieszczone są obok siebie, co zmniejsza drogę, jaką mają do pokonania palce przy pisaniu.
Dla poszczególnych języków układy nieznacznie się różnią. Spowodowane jest to dodatkowymi, charakterystycznymi dla danego języka literami diakrytyzowanymi. W Polsce układ klawiatury pozwalający uzyskać dodatkowe polskie znaki nazywa się klawiaturą programisty (w odróżnieniu od klawiatury maszynistki bazującej na układzie QWERTZ). Polskie znaki diakrytyzowane (ą, ć, ę, ł, ń, ó, ś, ź, ż) uzyskuje się najczęściej poprzez równoczesne wciśnięcie klawisza AltGr i litery podobnej do znaku (np. „ę” uzyskuje się kombinacją klawiszy AltGr i E). Wyjątkiem jest litera ź, którą uzyskuje się poprzez wciśnięcie równocześnie klawiszy AltGr oraz X (gdyż kombinacja AltGr i Z daje w wyniku ż). W komputerach typu Macintosh firmy Apple litery ż i ź były zamienione miejscami, w stosunku do swoich odpowiedników z komputerów PC, tj. ⌥ Option+Z dawało Ź, a ⌥ Option+X – Ż. Od systemu Mac OS X 10.5 Leopard układ jest taki sam jak w urządzeniach innych producentów.
Układ programisty poza Polską jest używany także w Czechach i w Rumunii, przy czym rumuński układ programisty jest bardziej podobny do polskiego.
Czeskie litery ze znakami diakrytycznymi (á, č, ě, é, í, ř, š, ů, ú, ý, ž) uzyskuje się poprzez równoczesne wciśnięcie prawego klawisza Alt (lub AltGr) i odpowiednich klawiszy takich jak: 8, 4, 2, 0, 9, 5, 3, ;, [, 7, 6.
Rumuńskie znaki narodowe (â, ă, î, ț, ș) uzyskuje się poprzez równoczesne wciśnięcie klawisza Alt (lub AltGr) i łacińskiej litery, z której wywodzi się dodatkowy rumuński znak.

## Kontrowersje
- Po wielu publikacjach[1] Augusta Dvoraka, propagującego swoją teorię sabotażu[2], świat przyjął hipotezę, iż układ QWERTY powstał w celu ograniczenia prędkości pisania. Najbardziej natomiast zoptymalizowanym układem klawiszy miał być układ Augusta Dvoraka. Jednakże nawet porównanie obu układów wykazuje niewielkie różnice pomiędzy nimi. Kilka liter jest przesuniętych zaledwie o jedno miejsce, dwie natomiast są w tym samym miejscu[potrzebny przypis].

- Legenda stworzona przez Dvoraka, bez żadnej weryfikacji była powtarzana przez innych. Nawet kiedy Business Week opublikował artykuł stwierdzający zaledwie 10% wzrost wydajności przy zastosowaniu układu Dvoraka, Parkinson nadal powtarzał[3], iż QWERTY to antidotum na problem zakleszczających się czcionek. Nigdzie też w żadnym miejscu nikt nie prezentuje jak wyglądał ten nieoptymalny układ zakleszczający czcionki. Nie ma żadnego zdjęcia ani żadnej publikacji na ten temat.

- Prawdopodobnie pierwszym momentem, kiedy ktoś uznał układ QWERTY za nieoptymalny, był rok 1943 i zrobił to Dvorak. Jeśli faktycznie miałby rację, to układ Sholes’a opatentowany raz w 1876 i ponownie w 1878 miałby dwie różne wersje[4]. Poza tym w ilustracjach z 1872[5] w Scientific American, także zaprezentowano klawisze w układzie QWERTY.

- W roku 1989 Dickerson[6] posługując się autorskim programem porównywał komputerowo najczęściej występujące pary liter języka angielskiego skutkiem czego wyodrębniono następujące TH, HE, RE, ER, ON. Jednakże klawisze TH i RE są położone w bezpośrednim sąsiedztwie.

- Oskarżanie Sholesa o to, przy projektowaniu QWERTY przyświecały mu cele marketingowe[potrzebny przypis]. Układ Sholesa pozwala na szybkie napisanie słowa „Typewriter”, korzystając wyłącznie z pierwszego rzędu klawiszy, o czym sam autor nawet nie wiedział[potrzebny przypis]. Jednakże trik ten z powodzeniem wykorzystywali pierwsi sprzedawcy maszyn do pisania[7]. Spostrzeżenie to było korzystne także dla Dvoraka i jego teorii sabotażu.

## Inne informacje i fakty
- Pierwszy na świecie e-mail, wysłany w 1971 przez twórcę tej formy komunikacji, Raya Tomlinsona, zawierał ciąg znaków: „QWERTY”. Według słów samego Tomlinsona, był to jakiś nieznaczący ciąg znaków „QWERTYUIOP lub coś bardzo podobnego”. QWERTYUIOP – to klawisze pierwszego górnego wiersza klawiatury[8].

- Oddając honor układowi QWERTY, odkrytą w 1988 roku planetoidę nazwano (6600) Qwerty[9].

- Ciąg liter qwerty jest także często używany jako hasło w systemach komputerowych[10][11][12].